# Tito Estacílio Máximo Severo Adriano
Tito Estacílio Máximo Severo Adriano (em latim: Titus Statilius Maximus Severus Hadrianus), conhecido como Tito Estacílio Máximo, foi um senador romano nomeado cônsul sufecto em fevereiro para terminar o nundínio de janeiro a abril de 115 no lugar de Marco Pedão Vergiliano, morto num terremoto em Antioquia. Seu colega foi Lúcio Vipstano Messala.

## Carreira e família
Máximo participou da campanha parta de Trajano como tribuno militar. Depois, foi legado imperial da Trácia entre 112 e 114. Finalmente serviu como cônsul sufecto em 115.
Tito Estacílio Máximo, cônsul em 144, era seu filho e Tito Estacílio Severo, cônsul em 171, seu neto.